# Base Aquarius Reef
La Base Aquarius Reef  es un hábitat submarino ubicado a 9 kilómetros de Cayo Largo en el Santuario Marino Nacional Florida Keys. Se despliega en el fondo del océano a 19 metros debajo de la superficie y al lado de un arrecife de coral profundo llamado Conch Reef.
Aquarius es uno de los tres laboratorios submarinos del mundo dedicados a la ciencia y la educación. Dos instalaciones submarinas adicionales, también ubicadas en Cayo Largo, Florida, son propiedad y están operadas por Marine Resources Development Foundation. Aquarius era propiedad de la Administración Nacional Oceánica y Atmosférica (NOAA) y operado por la Universidad de Carolina del Norte en Wilmington hasta 2013 cuando la Universidad Internacional de Florida asumió el control operativo.
La Universidad Internacional de Florida (FIU) tomó posesión de Aquarius en octubre de 2014. Como parte de la Iniciativa de Educación e Investigación Marina de la FIU, el Programa Medina Aquarius se dedica al estudio y la preservación de los ecosistemas marinos en todo el mundo y está mejorando el alcance y el impacto de FIU en investigación, divulgación educativa, desarrollo tecnológico y capacitación profesional. En el corazón del programa se encuentra la Base Aquarius Reef.